# Julia Stegner
Julia Stegner (Monaco, 2 novembre 1984) è una supermodella tedesca.

## Carriera
Julia Stegner comincia a lavorare come modella da bambina, ma ottiene un vero contratto soltanto a 15 anni, quando viene notata da un agente all'oktoberfest. Grazie a quest'occasione, la Stegner viene fotografata per l'azienda di abbigliamento londinese Tilla Lindig. A questo punto della propria carriera la modella si trasferisce a Parigi.
La sua prima esperienza importante è la copertina della rivista Elle. Nei mesi successivi la Stegner aprirà le sfilate del 2003 di Yves Saint Laurent. Nello stesso anno inoltre lavorerà con i marchi Strenesse e Sportmax ed apparirà sulle edizioni francesi, italiane, giapponesi e tedesche della rivista Vogue.
Nel 2004, la Stegner ha lavorato nelle campagne pubblicitarie di Céline, Yves Saint Laurent, Dolce & Gabbana, Ralph Lauren e Dior. È anche stata la testimonial di Hugo Boss per diverse stagioni. Nel 2005 è stata la testimonial di Chloé, ed ha sfilato per Anna Sui, Lanvin, Gucci, Versace e Valentino. È inoltre apparsa sulle passerelle di Victoria's Secret dal 2005, al 2011.
Nel 2005 è stata la protagonista del prestigioso calendario Pirelli.
Nel 2008 è diventata il nuovo volto di Maybelline e Gianfranco Ferré, e nel 2009 è stata scelta come protagonista delle pubblicità televisiva della Mercedes Benz.

## Agenzie
- Unique Models - Danimarca
- Traffic Models - Barcellona
- Louisa Models
- Storm Model Agency
- IMG Models - New York, Milano
- MY Model Management